# SOAP
| Anwendung  | SOAP            | SOAP            | SOAP            | SOAP            | SOAP            |
| Anwendung  | HTTP            | HTTP            | HTTPS           | HTTPS           | …               |
| Transport  | TCP             | TCP             | TCP             | TCP             | TCP             |
| Internet   | IP (IPv4, IPv6) | IP (IPv4, IPv6) | IP (IPv4, IPv6) | IP (IPv4, IPv6) | IP (IPv4, IPv6) |
| Netzzugang | Ethernet        | Token Bus       | Token Ring      | FDDI            | …               |

SOAP (ursprünglich für Simple Object Access Protocol) ist ein Netzwerkprotokoll, mit dessen Hilfe Daten zwischen Systemen ausgetauscht und Remote Procedure Calls durchgeführt werden können. SOAP ist ein industrieller Standard des World Wide Web Consortiums (W3C).
SOAP stützt sich auf XML zur Repräsentation der Daten und auf Internet-Protokolle der Transport- und Anwendungsschicht (vgl. TCP/IP-Referenzmodell) zur Übertragung der Nachrichten. Die gängigste Kombination ist SOAP über HTTP und TCP. SOAP kann beispielsweise auch über SMTP oder JMS verwendet werden. Die mit der Nachricht übermittelten Nutzdaten müssen nicht zwingend in XML gesendet werden, andere Formate wie Base64 oder CSV sind auch möglich. Die Abkürzung SOAP wird offiziell ab Version 1.2 nicht mehr als Akronym gebraucht, da es erstens (subjektiv) keineswegs einfach (Simple) ist und zweitens nicht nur dem Zugriff auf Objekte (Object Access) dient.

## Geschichte
Dave Winer (der „Vater“ von RSS 2.0) und Microsoft entwickelten 1998 die Spezifikation für XML-RPC. Als Weiterentwicklung daraus entstand SOAP, das Ende 1999 in Version 0.9 veröffentlicht wurde. Die Reaktion der Entwickler war jedoch noch sehr zurückhaltend. Später im Jahr 1999 wurde die Version 1.0 veröffentlicht. Das war der Zeitpunkt, an dem die Entwicklung mehr Unterstützung fand. Dies kann man vor allem daran erkennen, dass sich IBM im Jahr 2000 der Entwicklung von SOAP anschloss, was dazu führte, dass IBM, Microsoft, DevelopMentor (Don Box) und UserLand Software (Dave Winer) die Spezifikation von SOAP 1.1 beim World Wide Web Consortium (W3C) einreichten. 
Dabei wurde das Ziel verfolgt, eine Arbeitsgruppe anzustoßen, die SOAP weiterentwickeln sollte. Das Ergebnis dieser Arbeitsgruppe ist SOAP Version 1.2, die im Juni 2003 als Empfehlung (englisch recommendation) anerkannt wurde. Eine wichtige Änderung war, dass SOAP seither kein Akronym mehr ist, da sämtliche Deutungen für SOAP, wie Simple Object Access Protocol oder Service Oriented Architecture Protocol, den vollständigen Sinn von SOAP nicht treffen. Dadurch, dass SOAP nicht mehr als gebräuchliche Abkürzung verstanden wird, wurde es möglich, SOAP als Markennamen in den USA anzumelden.

## Arbeitsweise
SOAP ist ein Protokoll zum Austausch XML-Information-Set-basierter Nachrichten über ein Rechnernetz und hat den Status einer W3C-Empfehlung. Es stellt Regeln für das Nachrichtendesign auf. Es regelt, wie Daten in der Nachricht abzubilden und zu interpretieren sind, und gibt eine Konvention für entfernte Prozeduraufrufe mittels SOAP-Nachrichten vor. SOAP macht keine Vorschriften zur Semantik applikationsspezifischer Daten, die versendet werden sollen, sondern stellt ein Rahmenwerk (framework) zur Verfügung, welches erlaubt, dass beliebige applikationsspezifische Informationen übertragen werden können. SOAP wird für entfernte Prozeduraufrufe ebenso genutzt wie für einfache Nachrichtensysteme beziehungsweise zum Datenaustausch. Zum Senden von Nachrichten können beliebige Transportprotokolle verwendet werden, beispielsweise FTP, SMTP, HTTP oder auch JMS. In der Praxis wird aufgrund der Kompatibilität mit gängigen Netzwerk-Architekturen (wie Firewalls) meist auf HTTP zurückgegriffen. Auch ist mittels HTTPS die verschlüsselte Übertragung von SOAP-Nachrichten möglich. Das ermöglicht jedoch keine End-to-End-Verschlüsselung. Diese wird durch WS-Security ermöglicht, das auf der Ebene der Nachrichten und nicht auf der Ebene des unterliegenden Transportprotokolls ansetzt. Das XML Information Set der SOAP-Anfrage wird bei Nutzung von HTTP(S) im Body eines HTTP POST Requests als XML an eine gegebene URL geschickt.
SOAP wird regelmäßig dort eingesetzt, wo der direkte Zugang fremder Systeme zu einer Informationsquelle nicht sinnvoll erscheint. Dies kann an Kompatibilitätsproblemen zwischen verschiedenen Anwendungsarchitekturen liegen, aber auch an Sicherheitsaspekten. So kann der (partielle) Zugriff auf eine Datenbank ermöglicht werden, ohne dass dem Anwenderprogramm der direkte Zugang gestattet werden muss. Über die SOAP-Schnittstelle kann die Menge der ausführbaren Methoden reglementiert und definiert werden.
Die Kommunikation mit SOAP ermöglicht die Kopplung von Systemen, der offene Entwurf von SOAP ermöglicht jedoch lediglich den Aufbau schwach gekoppelter Systeme. Die Flexibilität des Konzeptes wird durch Nachteile in Übertragungsvolumen und Rechenaufwand erkauft. Das XML-Dokument muss beim Sender zunächst aufgebaut und anschließend validiert werden. Das Konzept verfolgt das Ziel eines leichtgewichtigen Protokolls, aufgrund des flexiblen Einsatzbereiches führt die zu übertragende Datei jedoch eine Reihe von Metadaten mit sich, die bei der Konstruktion des XML-Dokuments hinzugefügt werden. So führt beispielsweise das einfache Versenden von „Wahr“ oder „Falsch“ zu einem Datenvolumen von mehreren hundert Bytes, obwohl in einem stark gekoppelten System theoretisch ein Bit reichen würde. Durch die Möglichkeit des flexiblen Aufbaus des Dokuments können jedoch komplexe Transaktionen in einer Anfrage atomar zusammengefasst werden, während in stark gekoppelten Systemen hierzu oftmals mehrere Anfragen gestellt werden müssen. Dies verbessert das Nutzlastverhältnis (Nutzdaten zu Meta-Daten) und den Kommunikationsaufwand (für den Aufbau einer Verbindung, nur ein Senden/Empfangen).
SOAP unterscheidet zwischen dem endgültigen Empfänger und Zwischenempfängern. Dies ermöglicht es, eine Nachricht über verschiedene „Hops“ zu schicken, bei denen sogar verschiedene Transportprotokolle verwendet werden. Beispielsweise kann zum ersten Hop die Nachricht mittels Java Message Service geschickt werden, danach über E-Mail und schließlich dem Empfänger mittels HTTP. Der Absender muss über die Zwischenhops keine Information haben, die Middleware jedoch schon.

## Aufbau von SOAP-Nachrichten

SOAP-Struktur

Eine minimale SOAP-Nachricht besteht aus einem Envelope genannten Element, welchem ein lokaler Name zugewiesen werden muss. Dieses Element referenziert mittels eines Namensraum-Attributes auf http://www.w3.org/2003/05/soap-envelope. Kind dieses Elements muss ein Body-Element sein. Optional kann zuvor ein Header-Element stehen. In diesem können Meta-Informationen, beispielsweise zum Routing, zur Verschlüsselung oder zu Transaktionsidentifizierung, untergebracht werden. Im Body-Element sind die eigentlichen Nutzdaten untergebracht.
Struktur einer SOAP-Nachricht:
```
<?xml version="1.0"?>

<s:Envelope
 
xmlns:s=
"http://www.w3.org/2003/05/soap-envelope"
>

    
<s:Header>

    
</s:Header>

    
<s:Body>

    
</s:Body>

</s:Envelope>

```

Innerhalb des Body-Elements können sowohl Informationen zum Datenaustausch, als auch Anweisungen für einen entfernten Prozeduraufruf stehen. Dies ist vom Empfänger entsprechend zu interpretieren.
Im Header wird der nächste Hop (intermediary) und der endgültige Empfänger (ultimate recipient) angegeben. Ein intermediary kann beispielsweise die Nachricht verschlüsseln, sie loggen oder die Nachricht aufteilen. Ersteres erlaubt es, dass die Anwendungslogik sich nicht um die Sicherheit der Nachricht kümmern muss, sondern dies die Middleware übernimmt. Die Möglichkeit, dass Intermediaries beliebige Dinge tun können, ermöglicht Enterprise Application Integration beispielsweise mit den EAI Patterns von Gregor Hohpe und Bobby Woolf.

## Arbeiten mit SOAP
SOAP wird zur Datenbankabfrage über eine Internet-Schnittstelle genutzt. Im Folgenden soll über eine Internet-Schnittstelle bei einer zentralen Datenbank nachgefragt werden, ob dort eine Arbeit mit dem Titel „DOM, SAX und SOAP“ vorliegt, und diese gegebenenfalls zurückgegeben werden. Diese Datenbank stellt hierzu die Methode „TitleInDatabase“ zur Verfügung, die den Titel als Eingabe verlangt. Eine Anfrage könnte dann wie folgt aussehen:
```
<?xml version="1.0"?>

<s:Envelope
 
xmlns:s=
"http://www.w3.org/2003/05/soap-envelope"
>

    
<s:Body>

        
<m:TitleInDatabase
 
xmlns:m=
"http://www.lecture-db.de/soap"
>

            
DOM,
 
SAX
 
und
 
SOAP

        
</m:TitleInDatabase>

    
</s:Body>

</s:Envelope>

```

Diese SOAP-Anfrage enthält kein Header-Element. Das Element „TitleInDatabase“ ist nicht Teil der SOAP-Definition, sondern anwendungsspezifisch. Der Server empfängt die Nachricht und wertet sie aus. Dabei kann zum Einlesen der Nachricht sowohl SAX als auch DOM verwendet werden. In diesem Fall mag sich ein SAX-Parser empfehlen, der auf „startElement("TitleInDatabase", […])“ eine entsprechende Datenbankabfrage aufruft, deren Eingabewert beim nächsten „character-Ereignis“ eingelesen wird. So kann eine Parallelität zwischen dem Einlesen und dem Auswerten der Nachricht erreicht werden.
Anschließend wird in diesem Beispiel eine SOAP-Nachricht als Antwort zurückgegeben:
```
<?xml version="1.0"?>

<s:Envelope
 
xmlns:s=
"http://www.w3.org/2003/05/soap-envelope"
>

    
<s:Header>

        
<m:RequestID
 
xmlns:m=
"http://www.lecture-db.de/soap"
>
a3f5c109b
</m:RequestID>

    
</s:Header>

    
<s:Body>

        
<m:DbResponse
 
xmlns:m=
"http://www.lecture-db.de/soap"
>

            
<m:title
 
value=
"DOM, SAX und SOAP"
>

                
<m:Choice
 
value=
"1"
>
Arbeitsbericht
 
Informatik
</m:Choice>

                
<m:Choice
 
value=
"2"
>
Seminar
 
XML
 
und
 
Datenbanken
</m:Choice>

            
</m:title>

        
</m:DbResponse>

    
</s:Body>

</s:Envelope>

```

Der Server hat seiner Antwort ein Header-Element angehängt, welches in diesem Beispiel die Anfragekennung zurückliefert. Die angefragte Information findet sich wiederum im Body der Nachricht. In diesem Fall wurden zwei Arbeiten gefunden und dem anfragenden System zurückgesendet. Dies führt im Folgenden zu einer wechselseitigen Kommunikation, einem dialogorientierten Austausch von XML-Dokumenten mittels SOAP, an deren Ende schließlich die Übermittlung des angeforderten Elements stehen wird.

## Implementierungen
- Apache CXF (Fortführung von Codehaus XFire), Apache Axis (Jakarta EE), mSOAP, kSOAP und Java API for XML Web Services API für Java
- AWS Web Development Framework
- Curl package in CURL.XML.SOAP
- cSOAP und gSOAP für C/C++
- PHP:SOAP, nuSOAP und PEAR SOAP-Projekt für PHP
- Python SOAP, ZSI, SOAPpy, SUDS und Zeep sind SOAP-Bibliotheken für Python
- SOAP::WSDL Open-Source-Toolkit für Perl
- SOAP für VisualWorks Smalltalk
- WebMethods GLUE
- SOAP4R und Savon für Ruby
- TCLSOAP[7] für die Skriptsprache Tcl
- 4th Dimension
- Qt Soap Teil der Solutions (Add-on) der Qt-Bibliothek
- KDSOAP Qt4/5 native Library mit einem Konverter von WSDL nach C++/Qt
- FEAST Ein Client-Server-Framework für die Qt-Bibliothek
- wsdl2objc Open-Source-Toolkit für Objective-C
- .NET Framework 2.0: Zu Serialisierungszwecken in System.Runtime.Serialization.Formatters.Soap, System.Web.Services
- .NET Framework 3.x/4.x: WCF, System.Web.Services

## Auf SOAP basierende Erweiterungen
- WS-Reliability (Web Services Reliability): Sicherheitsmechanismen, um z. B. Transaktionen verlässlich abwickeln zu können[8]
- WS-Security (Web Services Security): Sicherstellen von Integrität und Vertraulichkeit von Nachrichten[9]
- WSRP (Web Services for Remote Portlets): Integration von Präsentationslogik in Portale[10]
- weitere Spezifikationen: WS-*
- TR-069 CPE WAN Management Protokoll (CWMP)